# Orgán (právo)
Orgán je v právu označení pro fyzickou osobu nebo organizační útvar nebo právnickou osobu nebo skupinu osob (dlouhodobě ustavený sbor nebo jednorázovou sešlost), kteří na základě své funkce, zákonného zmocnění nebo speciálního zmocnění mohou ve stanoveném rozsahu jednat jménem právnické osoby. Orgán je tedy totéž jako zmocněnec či zástupce právnické osoby. Orgán může i nemusí mít vlastní právní subjektivitu. Orgány mohou být jednočlenné (individuální) i vícečlenné (kolektivní).
Kromě základních, statutárních orgánů mívají právnické osoby také další organizační útvary, zpravidla v rámci hierarchické organizace. Právnická osoba nebo její orgány mohou mít také své poradní orgány.
Některé kompetence mohou být svěřeny více orgánům společně a vzájemně podmíněny, například platnost rozhodnutí jednoho orgánu může být podmíněna souhlasem jiného orgánu, popřípadě některé úkony může provádět jen více orgánů společně (například podpis nejméně dvou jednatelů atd.).
V českém právním řádu jsou orgány právnických osob upraveny především v § 151 až 160 občanského zákoníku a jednání za právnickou osobu v § 161 až 167 občanského zákoníku, další ustanovení obsahují speciální zákony týkající se příslušných forem právnických osob nebo přímo konkrétních právnických osob.

## Statutární orgán
Většina typů právnických osob musí mít ve svém základním dokumentu (stanovy, ústava, statut, zřizovací listina, zakládací listina, zakládací smlouva, základní dokument církve a náboženské společnosti atd.) nebo v zákoně, jímž jsou zřízeny (například zákon o obcích), stanoveny osoby či jiné orgány, které jsou oprávněny za právnickou osobu jednat, a způsob ustavování a změn takových orgánů i vymezení jejich kompetencí – statutární orgán.
Zákon a základní dokument by měly ošetřit též postup a právní vztahy v případě, když orgán nebo orgány právnické osoby zaniknou (smrt fyzické osoby, uplynutí funkčního období, rezignace atd.), pozbudou usnášeníschopnosti nebo jsou nečinné.
Statutárními orgány často bývá (v závislosti na typu právnické osoby i na jejím základním dokumentu) například valná hromada, členská schůze, zastupitelstvo, výkonný výbor či jiný výbor nebo rada, schůze rady nebo výboru, dozorčí rada, rozhodčí rada, soud, ředitel, předseda, prezident, starosta, primátor, jednatel, zmocněnec atd., přičemž obecně právnické osoby mohou pro své orgány volit i neobvyklé názvy podle své vůle, potřeb i tradic.

## Organizační útvary, pracovníci, členové
Organizační útvary, zpravidla v rámci hierarchické organizace, bývají orgány větších právnických osob v jejich běžné činnosti. Vedoucí či ředitel organizačního útvaru přitom bývá zároveň jak orgánem celé organizace ve vztahů k příslušníkům svého organizačního útvaru nebo navenek, tak orgánem svého útvaru, jehož jménem jedná v rámci organizace.
Podle § 166 občanského zákoníku mohou za právnickou osobu právně jednat i jiní její zaměstnanci nebo členové, pokud je to stanoveno ve vnitřních předpisech právnické osoby nebo pokud je to vzhledem k jejich pracovnímu zařazení obvyklé. Překročí-li tyto osoby své oprávnění, je jejich právní jednání platné a účinné, jen pokud se týká předmětu činnosti právnické osoby a jen tehdy, jde-li o překročení, o kterém druhý účastník nemohl vědět.
Podle § 430 odst. 1 a § 431 občanského zákoníku ten, kdo byl při provozování obchodního závodu pověřen určitou činností, je tím zmocněn ke všem úkonům, k nimž při této činnosti obvykle dochází. Překročí-li zástupce podnikatele toto zmocnění, je takovým jednáním podnikatel vázán, jen jestliže o překročení třetí osoba nevěděla a s přihlédnutím ke všem okolnostem případu vědět nemohla. Podle § 430 odst. 2 občanského zákoníku dokonce podnikatele zavazuje i jednání jiné osoby v jeho provozovně, nemohla-li třetí osoba vědět, že jednající osoba k tomu není oprávněna.

## Speciální zmocnění
Kromě výše uvedených zmocnění může kdokoliv zmocnit jinou osobu, aby za něj jednala. Speciálním typem zmocnění v obchodním právu je tzv. prokura, prokuristou může být jen fyzická osoba.
Jinak platí obecná právní úprava pro plnou moc, pověření, zastupování atd. Orgánem je zmocněnec nebo zástupce.

## Kolektivní orgány
Kolektivní orgány (sbory), ať už statutární nebo jiné, by měly mít nebo výslovně musí mít vymezený jednací řád (buď přímo v základním dokumentu nebo zmocnění, anebo jako samostatný dokument). Ten stanoví například způsob svolávání orgánu, způsob vedení jeho jednání, způsob rozhodování (usnášeníschopnost, hlasovací kvórum, způsob vyhlašování právních úkonů orgánu atd.)
Je-li orgánem organizační útvar, pak tento útvar jedná zase prostřednictvím svých orgánů, jímž nejčastěji bývá vedoucí či ředitel takového útvaru.
Je-li orgánem právnické osoby jiná právnická osoba, vykonává i ona svou působnost prostřednictvím svých orgánů, takže vposledku každá právnická osoba jedná nakonec prostřednictvím konkrétních lidí.

## Přenesená působnost státu
Přenesená působnost obcí či krajů (tedy působnost státu přenesená na obce či kraje) je případem, kdy samosprávná územní korporace, ač je sama právnickou osobou, jedná jakožto orgán státu. Státním orgánem nebo orgánem veřejné moci může být v mnoha typech případů na základě zmocnění i fyzická osoba, která není zaměstnancem zmocnitele, nebo právnická osoba nezřízená zmocnitelem.